# Скоттрейд-центр
 «Скоттрейд-центр»  (англ. Scottrade Center) — спортивний комплекс у Сент-Луїс, Міссурі (США), відкритий у 1994 році. Місце проведення міжнародних змагань з кількох видів спорту і домашня арена для команди Сент-Луїс Блюз, НХЛ.

## місткість
- Баскетбол 22 612
- Хокей із шайбою 19 022